# Züblin
Ed. Züblin AG er en tysk bygge- og anlægsvirksomhed med hovedkvarter i Stuttgart. Deres primære markeder er Tyskland og Benelux. Züblin har siden 2005 været et datterselskab til østrigske Strabag.

## Historie
I 1898 blev „Ingenieur-Bureau für Cement-Eisenconstructionen“ etableret af den schweiziske ingeniør Eduard Züblin i Straßburg. 14 år senere blev organisation ændret og fik navnet „Ed. Züblin & Cie. Kommanditgesellschaft“ og „Ed. Züblin & Cie. AG“ i Zürich. I 1919 blev „Ed. Züblin & Cie" grundlagt. I 1951 blev koncernnavnet ændret til „Ed. Züblin Aktiengesellschaft“.